# Papa Gregório XVI
Gregório XVI, O.S.B.Cam., nascido Bartolomeu Alberto Cappellari; (Belluno, 18 de setembro de 1765 – Roma, 1 de junho de 1846) foi o Papa da Igreja Católica e Soberano dos Estados Papais de 2 de fevereiro de 1831 até a data de sua morte. Era Monge Camaldulense, com o nome de Dom Mauro Cappellari. Elevado a Cardeal em 1825 e logo nomeado para redigir a concordata que salvaguardasse os interesses dos católicos da Bélgica e dos protestantes neerlandeses.
Eleito inesperadamente Papa após um conclave de 64 dias, assistiu a diversas invasões e revoluções nos Estados Papais. Foi um generoso patrono das artes.
Fortemente conservador e tradicionalista, ele se opôs às reformas democráticas e modernizadoras nos Estados papais e em toda a Europa, vendo-as como frentes do esquerdismo revolucionário. Contra essas tendências, Gregório XVI procurou fortalecer a autoridade política e religiosa do papado (veja ultramontanismo). Na encíclica Mirari vos, ele declarou "falso e absurdo, ou melhor, louco, que devemos assegurar e garantir a cada um a liberdade de consciência". Ele incentivou a atividade missionária no exterior e condenou o tráfico de escravos. No entanto, sua dura repressão, extravagância financeira e negligência o deixaram profundamente impopular no país.
Ele é o papa mais recente que recebeu o nome pontifício "Gregório" e o mais recente não bispo a se tornar papa.

## Biografia

### Início da vida
Bartolomeo Alberto Cappellari nasceu em Belluno, na República de Veneza, em 18 de setembro de 1765, de uma família baixa nobre italiana. Seus pais eram de uma pequena vila chamada Pesariis, em Friul. O pai dele era advogado. Aos dezoito anos, Bartolomeo Cappellari ingressou na Ordem dos Camaldulenses (parte da família monástica beneditina) e entrou no mosteiro de San Michele em Murano, perto de Veneza. Ele foi ordenado sacerdote em 1787. Como um monge camaldolense, Cappellari rapidamente ganhou distinção por sua teologia e habilidades linguísticas, e foi designado para ensinar filosofia e teologia em San Michele em 1787, aos 22 anos.
Em 1790, aos 25 anos, foi nomeado censor librorum para sua Ordem e também para o Santo Ofício de Veneza. Foi a Roma em 1795 e em 1799 publicou uma polêmica contra os Jansenismo italianos intitulada II Trionfo della Santa Sede ("O triunfo da Santa Sé"), que passou por várias edições na Itália e foi traduzido para várias línguas europeias. Em 1800, tornou-se membro da Academia da Religião Católica, fundada pelo Papa Pio VII (1800-1823), para a qual contribuiu com memórias sobre questões teológicas e filosóficas. Em 1805, aos 40 anos, foi nomeado abade do Mosteiro de San Gregorio Magno al Celio de Roma.
Quando o exército do imperador francês Napoleão tomou Roma e prendeu e deportou Pio VII para a França em 1809, Cappellari fugiu para Murano, onde ensinou no mosteiro de São Miguel de sua ordem, onde se tornara monge. De lá, ele e um grupo de monges mudaram sua pequena faculdade para Pádua em 1814. Após a derrota final de Napoleão, o Congresso de Viena restabeleceu a soberania dos Estados papais sobre a Itália central e Cappellari foi chamado de volta a Roma para assumir o cargo de Vigário Geral da Ordem Camaldolesa. Ele foi então nomeado conselheiro da Inquisição, e mais tarde promovido a consultor (29 de fevereiro de 1820) e, em 1 de outubro de 1826, prefeito da Congregação da Propaganda Fide ("Propagação da Fé"), que tratava de todo o trabalho missionário fora do Império Espanhol, incluindo missões a estados não católicos na Europa. Duas vezes ele foi oferecido um bispado e duas vezes ele recusou.

### Cardeal

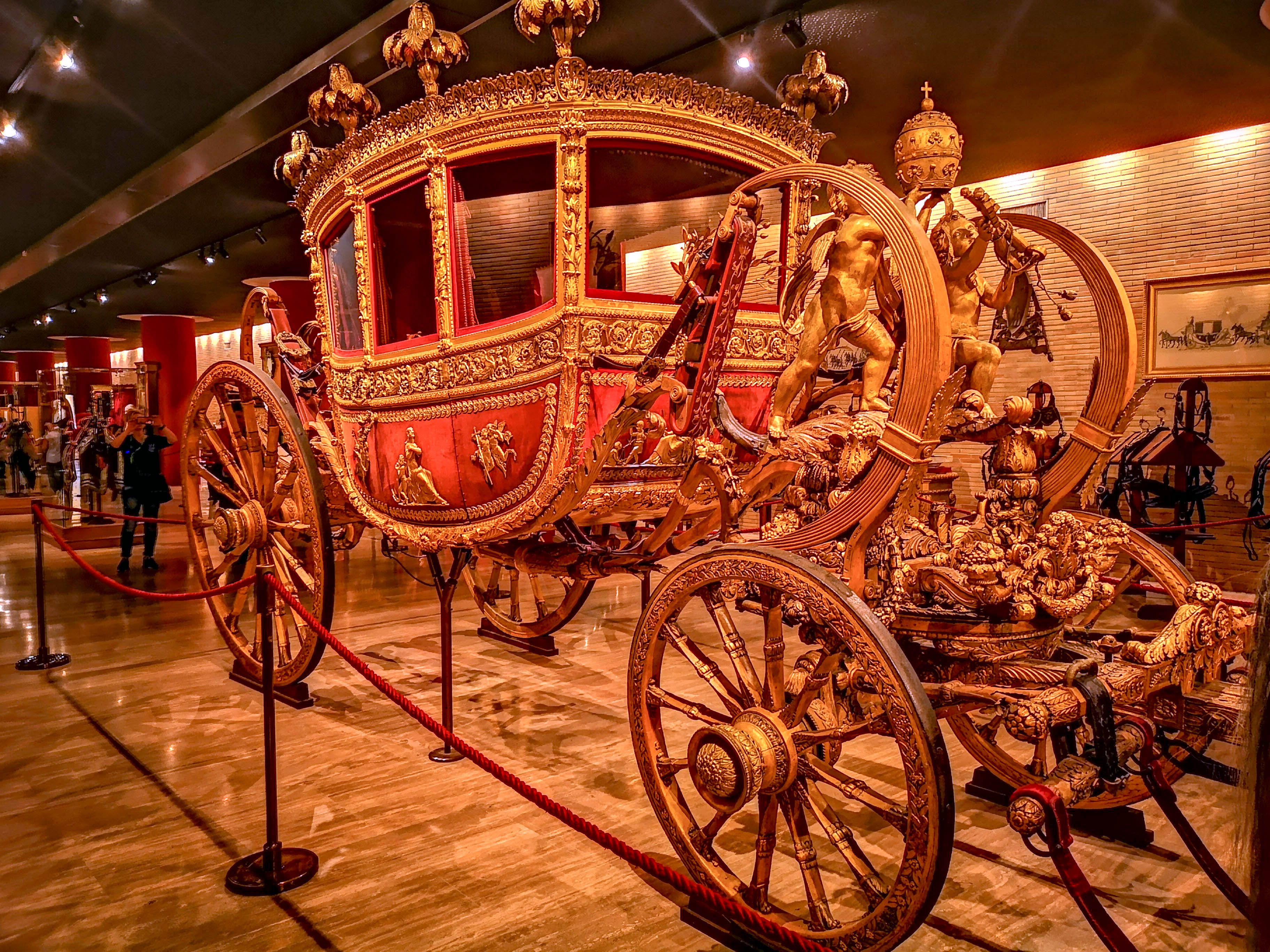
"The Grand Gala Berlin" é uma carruagem de luxo construída em Roma durante a primeira metade do século XIX. É o trabalho de dois pontífices: Leão XII, que solicitou sua produção nos anos de 1824 a 1826, e Gregório XVI, que solicitou algumas modificações importantes.

Em 21 de março de 1825, Cappellari foi criado cardeal in pectore (publicado em 13 de março de 1826) pelo Papa Leão XII, e pouco depois foi solicitado a negociar uma concordata para salvaguardar os direitos dos católicos nos países baixos , tarefa diplomática que ele completou com sucesso. Ele também negociou uma paz em nome dos católicos armênios com o Império Otomano. Ele condenou publicamente os revolucionários poloneses, que ele pensava estar tentando minar os esforços do czar russo Nicolau I da Rússia para apoiar a causa monárquica católica na França, forçando-o a desviar suas tropas para suprimir o levante na Polônia.
Cappellari nunca havia viajado para fora da Itália e estava mais familiarizado com Veneza e Roma. Ele falava italiano e latim fluentemente, mas não outras línguas europeias, e não entendia a política europeia. No entanto, ele era proficiente em armênio, e a edição de Veneza de Haruti'iwn Awgerian (Pascal Aucher), em 1827, de obras atribuídas a Severiano de Gabala e traduzidas para armênio, foi dedicada a ele.

## Pontificado

### Eleição papal
Em 2 de fevereiro de 1831, após um conclave de cinquenta dias, Cappellari foi inesperadamente escolhido para suceder ao Papa Pio VIII (1829 a 1830). Sua eleição foi influenciada pelo fato de o cardeal considerado o mais papável, Giacomo Giustiniani, ter sido vetado pelo rei Fernando VII de Espanha. Surgiu então um impasse entre os outros dois principais candidatos, Emmanuele de Gregorio e Bartolomeo Pacca. O que finalmente os levou a tomar uma decisão foi uma mensagem do duque de Parma notificando-os de que uma revolta estava prestes a eclodir nos estados papais do norte. Para resolver o impasse, os cardeais se voltaram para Cappellari, mas foram necessárias oitenta e três cédulas para que a maioria de dois terços exigida canonicamente fosse alcançada.
No momento da eleição, o cardeal Cappellari ainda não era bispo: ele é o homem mais recente a ser eleito papa antes de sua consagração episcopal. Ele foi consagrado como bispo por Bartolomeo Pacca, cardeal bispo de Ostia e Velletri e decano do Sagrado Colégio de Cardeais, com Pietro Francesco Galleffi, cardeal bispo de Porto e Santa Rufina e sub-reitor do Sagrado Colégio de Cardeais, e Tommaso Arezzo, cardeal bispo de Sabina, atuando como co-consagradores.
A escolha de Gregório XVI como seu nome real foi influenciada pelo fato de ele ter sido abade do mosteiro de San Gregorio no monte Coelian por mais de vinte anos e em homenagem a Papa Gregório XV, fundador da Congregação para a Propaganda. (Propagação da fé). O mosteiro de S. Gregório era a mesma abadia da qual o Papa Gregório I enviara missionários para a Inglaterra em 596.

### Ações
A revolução de 1830, que derrubou a Casa de Bourbon, acabara de infligir um duro golpe ao partido monarquista católico na França. Quase o primeiro ato do novo governo francês foi apoderar-se de Ancona, jogando assim a Itália, e particularmente os Estados papais , em um estado de confusão e revolta política. No curso da luta que se seguiu, foi necessário mais de uma vez convocar tropas austríacas para combater os republicanos de camisa vermelha envolvidos em uma campanha de guerrilha. A administração conservadora dos Estados papais adiou as reformas prometidas após uma série de atentados e tentativas de assassinato. A substituição de Tommaso Bernetti por Luigi Lambruschini como Cardeal Secretário de Estado em 1836 não fez nada para apaziguar a situação.
Nos territórios do norte, os líderes da revolta eram gentry da classe média, contrários à ineficiência geral do governo.

### Governança dos estados papais
Gregório XVI e o cardeal Lambruschini se opuseram a inovações tecnológicas básicas, como iluminação a gás e ferrovias, acreditando que promoveriam o comércio e aumentariam o poder da burguesia , levando a demandas por reformas liberais que minariam o poder monárquico do Papa sobre Itália. De fato, Gregório XVI proibiu as ferrovias nos Estados papais, chamando-as de chemins d'enfer ("caminho para o inferno ", uma peça dos franceses para a ferrovia, chemin de fer, literalmente "estrada de ferro").
As insurreições em Viterbo em 1836, em várias partes das Legações em 1840, em Ravenna em 1843 e em Rimini em 1845, foram seguidas de execuções por atacado e sentenças draconianas de trabalho duro e exílio , mas não trouxeram a inquietação dentro do Papa. Estados sob o controle das autoridades. Gregório XVI fez grandes gastos com obras defensivas, arquitetônicas e de engenharia, tendo um monumento ao Papa Leão XII construído por Giuseppe Fabris em 1837. Ele também prestou apoio a estudiosos como Angelo Mai, Giuseppe Mezzofanti e Gaetano Moroni. Essa generosidade, no entanto, enfraqueceu significativamente as finanças dos Estados papais.

### Condenação do comércio de escravos
Em 1839, Gregório XVI emitiu uma carta apostólica contra o comércio de escravos do Atlântico, In supremo apostolatus, na qual ele escreveu:
[Nós] julgamos que pertencia à nossa solicitude pastoral se esforçar para afastar os fiéis do tráfico de escravos desumano de negros e de todos os outros homens. … [D] desejando remover tal vergonha de todas as nações cristãs, tendo refletido plenamente sobre toda a questão e tendo tomado o conselho de muitos de nossos Veneráveis Irmãos, os Cardeais da Santa Igreja Romana, e seguindo os passos de Nossos predecessores, advertimos e corrigimos sinceramente no Senhor fiéis cristãos todas as condições que ninguém no futuro se atreve a irritar alguém, despojá-lo de seus bens, reduzir a servidão ou prestar ajuda e favor àqueles que se entregam a eles práticas, ou exercem aquele tráfico desumano pelo qual os negros, como se não fossem homens, mas animais, foram trazidos à servidão, não importa de que maneira sejam, sem distinção, desprezando os direitos da justiça e da humanidade, comprados, vendidos e dedicados às vezes ao trabalho mais árduo. … Reprovamos, então, em virtude de Nossa Autoridade Apostólica, todas as práticas acima mencionadas como absolutamente indignas do nome cristão. Pela mesma Autoridade Proibimos e proibimos estritamente qualquer pessoa eclesiástica ou leiga de presumir defender como permitido esse tráfico de negros sob qualquer pretexto ou desculpa, ou de publicar ou ensinar de qualquer maneira, pública ou privada, opiniões contrárias ao que estabelecemos nesta carta apostólica.

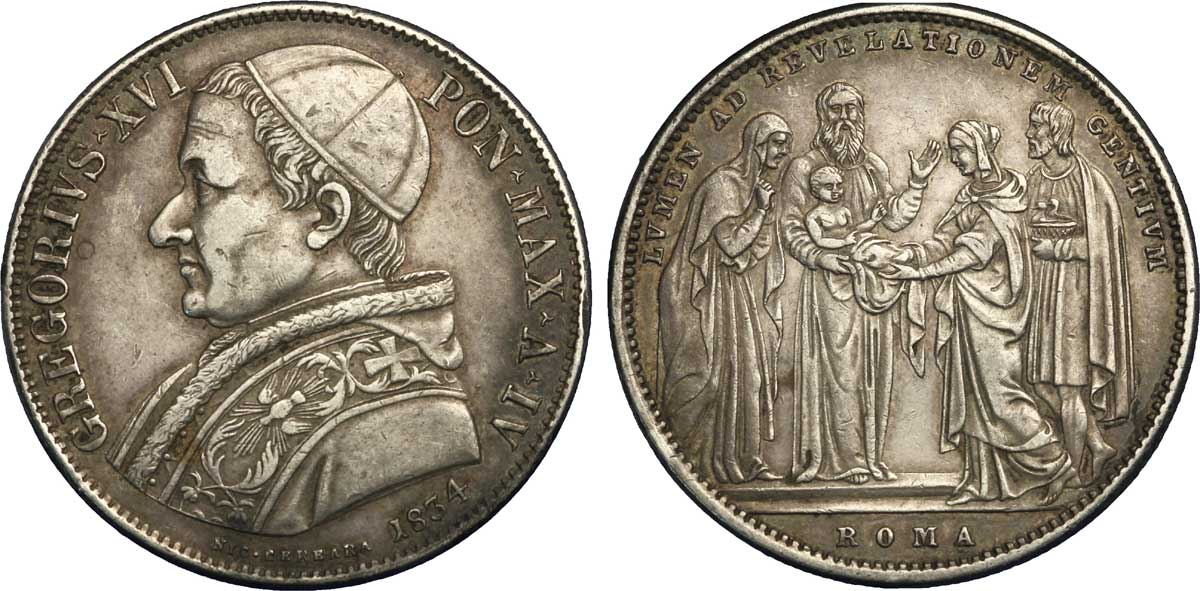
Papa Gregório XVI, 1834

### Outras atividades

#### Encíclicas
Outras encíclicas importantes emitidas pelo papa Gregório XVI foram Sollicitudo ecclesiarum, que afirmou que, no caso de uma mudança de governo, a igreja negociaria com o novo governo a colocação de bispos e dioceses vagas (emitida em 1831); Mirari Vos, sobre liberalismo e indiferentismo religioso (publicado em 15 de agosto de 1832); Quo graviora, sobre a Constituição pragmática na Renânia (emitida em 4 de outubro de 1833); Singulari Nos, sobre as idéias de Hugues Felicité Robert de Lamennais (publicado em 25 de junho de 1834), e Commissum divinitus (17 de maio de 1835) sobre igreja e estado.

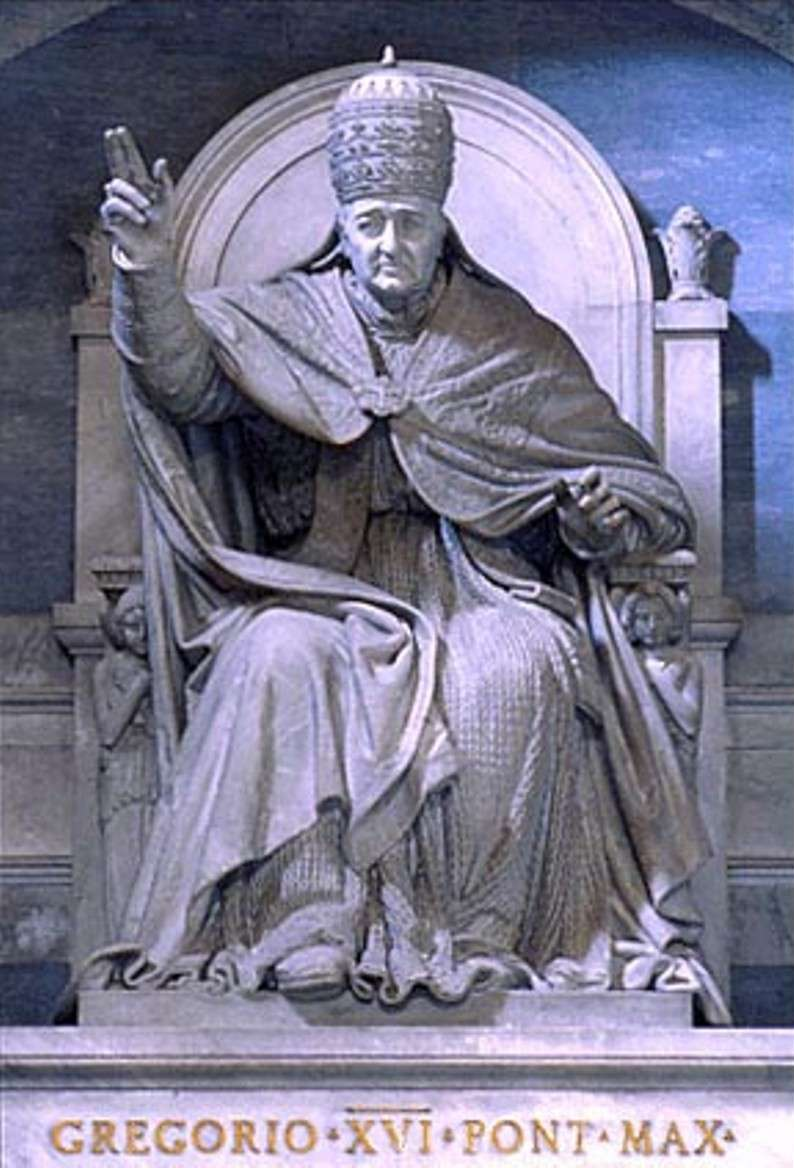
Monumento a Gregório XVI na Basílica de São Pedro

#### Cum pro pastorali
L'allocuzione di Gregorio del 1° agosto 1834, Cum pro pastorali, riguardava la situazione della Chiesa in Portogallo al tempo delle Guerras Liberais.

#### Canonizações e beatificações
Gregório XVI canonizou Verônica Giuliani, um místico italiano durante seu papado. Durante seu reinado, cinco santos foram canonizados (principalmente Afonso de Ligório), trinta e três servos de Deus foram declarados abençoados (incluindo o agostiniano Simão de Cássia), e muitas novas ordens religiosas foram fundadas ou apoiadas, e a devoção dos fiéis a Maria, a mãe de Jesus, aumentou, tanto na vida privada como pública.

#### Consistórios
O papa criou 75 cardeais em 24 consistórios, nos quais o papa elevou 35 cardeais In pectore, incluindo seu futuro sucessor Giovanni Maria Mastai-Ferretti, que se tornou o Papa Pio IX. O papa também criou seis cardeais adicionais em pectore, embora o papa tenha morrido antes que esses nomes pudessem ser revelados, portanto, cancelando suas nomeações para o cardinalado.

#### Morte e enterro
Em 20 de maio de 1846, sentiu-se com problemas de saúde. Alguns dias depois, ele ficou doente com Erisipela facial. A princípio, o ataque não foi considerado muito sério, mas em 31 de maio suas forças falharam repentinamente e foi visto que o fim estava próximo.
Gregório XVI morreu em 1 de junho de 1846 às 09h15 aos 80 anos. Após seu funeral, ele foi enterrado na Basílica de São Pedro.

## Brasão

Brasão do Papa Gregório XVI

Escudo eclesiástico partido. O 1º de azulblau com um cálice de jalde sobreposto por um cometa de cauda ondulante em pala, do mesmo flanqueado por duas pombas de argente afrontadas e bebendo no cálice – Armas da Ordem Camaldulense. O 2º cortado, sendo: I de blau carregado de um chapéu eclesiástico com seus cordões com uma borla cada um, tudo de sable; e II pleno de argente, brocante sobre o traço do cortado uma faixa de goles carregada de três estrelas de seis pontas de jalde – Armas da família Cappellari. O escudo está assente em tarja branca. O conjunto pousado sobre duas chaves decussadas, a primeira de jalde e a segunda de argente, atadas por um cordão de goles, com seus pingentes. Timbre: a tiara papal de argente com três coroas de jalde. Quando são postos suportes, estes são dois anjos de carnação, sustentando cada um, na mão livre, uma cruz trevolada tripla, de jalde.

### Interpretação
O escudo obedece às regras heráldicas para os eclesiásticos. No 1º estão representadas as armas da Ordem Camaldulense, na qual o pontífice era monge, sendo que seu campo de blau (azul) representa o firmamento celeste e ainda o manto de Nossa Senhora, sendo que este esmalte significa: justiça, serenidade, fortaleza, boa fama e nobreza; as pombas representam as duas dimensões comunitária e solitária próprias da vida do monge, expressas respectivamente no sagrado Eremitério e no Mosteiro que juntos formam uma só comunidade, em Camáldula (Camaldoli), na Toscana, Itália, representam ainda as tradições monásticas oriental e a ocidental e sendo de argente (prata) simbolizam: inocência, castidade, pureza e eloquência.
O Cálice representa comunhão da vida na diversidade – eremítica e cenobítica – alimentada no relacionamento com Deus, sendo de jalde (ouro), simboliza: nobreza, autoridade, premência, generosidade, ardor e descortino. O cometa representa São Romualdo que brilhou no céu beneditino, no século XI, sendo de jalde (ouro), tem o significado deste metal, acima já descrito. No 2º estão representadas as armas falantes da família do pontífice, os Cappellari, nome derivado da palavra italiana cappello (Chapéu). O campo de blau (azul) tem o significado deste esmalte, acima descrito. O chapéu, como já dito, refere-se ao nome da família Cappellari, sendo de sable (preto) traduz sabedoria, ciência, honestidade e firmeza. O campo pleno de argente (prata) tem o significado deste metal, acima descrito. A faixa de goles (vermelho), por seu esmalte, simboliza: o fogo da caridade inflamada no coração do Soberano Pontífice pelo Divino Espírito Santo, que o inspira diretamente do governo supremo da Igreja, bem como valor e o socorro aos necessitados, que o Vigário de Cristo deve dispensar a todos os homens; e as três estrelas lembram as virtudes teologais: fé, esperança e caridade, com o significado próprio de seu metal jalde (ouro), já descrito. Os elementos externos do brasão expressam a jurisdição suprema do papa. As duas chaves "decussadas", uma de jalde (ouro) e a outra de argente (prata) são símbolos do poder espiritual e do poder temporal. E são uma referência do poder máximo do Sucessor de Pedro, relatado no Evangelho de São Mateus, que narra que Nosso Senhor Jesus Cristo disse a Pedro: "Dar-te-ei as chaves do reino dos céus, e tudo o que ligares na terra será ligado no céu, e tudo o que desligares na terra, será desligado no céu" (Mt 16, 19). Por conseguinte, as chaves são o símbolo típico do poder dado por Cristo a São Pedro e aos seus sucessores. A tiara papal usada como timbre, recorda, por sua simbologia, os três poderes papais: de Ordem, Jurisdição e Magistério, e sua unidade na mesma pessoa.

## Magistério eclesial
Foi Gregório XVI quem primeiro atribuiu aos papas a categoria do magistério, até então atribuída aos doutores em teologia.

## Ordenações[19]

### Ordenações episcopais
Foi o principal sagrante dos seguintes bispos:
- Lodovico Altieri † (1836)
- Antonio Maria Traversi † (1836)
- Karl-August von Reisach † (1836)
- Castruccio Castracane degli Antelminelli † (1844)
- Niccola Clarelli Parracciani † (1844)
- Paolo Polidori † (1844)
- Antonio Maria Cagiano de Azevedo † (1844)